# كريس غوثير
كريس غوثير (بالإنجليزية: Chris Gauthier)‏ (و. 1976 – م) هو ممثل، وممثل أفلام، من كندا، ولد في لوتن.

## وصلات خارجية
- كريس غوثير على موقع IMDb (الإنجليزية)
- كريس غوثير على موقع ألو سيني (الفرنسية)
- كريس غوثير على موقع أول موفي (الإنجليزية)
- كريس غوثير على موقع قاعدة بيانات الأفلام السويدية (السويدية)
- كريس غوثير على موقع قاعدة بيانات الفيلم (الإنجليزية)
- كريس غوثير على موقع كينوبويسك (الروسية)